# Fake
Fake ("falso" em inglês) é um termo usado para denominar contas ou perfis usados na Internet para ocultar a identidade real de um usuário, para proteger-se de spams, ou simplesmente passar o tempo. Para isso, são usadas identidades de famosos, cantores, personagens de filme, anime ou até mesmo outras pessoas anônimas (como Arnold ou César).
Os fakes são encontrados em diversas plataformas, a mais usada costumava ser o Orkut, mas depois de ser excluído, os fakes se dividiram por diversas redes sociais, tais como VK, Facebook, Twitter, etc. A maioria dos fakes faz o perfil só por diversão, para conhecer novas pessoas sem se expor, para homenagear seus personagens preferidos. Eles dividem-se entre online e offline: "online" são seus perfis falsos na internet, "offline" é a pessoa que se encontra por trás desse perfil. Nem todos utilizam o perfil com o objetivo de "brincar" e se divertir, alguns usam seu perfil para atacar e denegrir os outros, acabar com namoros, isolar-se, etc. Ocultar identidade e fazer comunicação cifrada (em códigos), com a finalidade de práticas criminosas. Entre os personagens fakes do Orkut os que mais se destacavam eram personagens de sagas como: Naruto, Crepúsculo, Harry Potter e também celebridades e grandes cantores. Boa parte dos usuários adentravam na rede, por um sentimento de "pertencimento" de grupos online, onde se buscava "famílias" ou "ligas" de histórias ligadas à RPG e de alguma forma ter um reconhecimento por pertencer a alguma "tribo online". Haviam aqueles que criavam contas de seus personagens com nomes próprios ou inventados, como por exemplo uma fake de Kristen Stewart com o nome de Isabella Jones ou Elizabeth Wheels. Para cada nome próprio ou nome de um personagem de filme existia uma "valorização" de ser original, único, nesse meio virtual, existindo dessa forma controles como originais inventados ou originais para legitimar de alguma forma seu perfil, automaticamente você virava um fake elitizado. Dessa forma o fake saiu de um simples passa tempo com um cunho divertido para algo muito mais social, criativo e interracional. Dedicava-se  horas a criação de banners com um design gráfico impecável para mostrar seu "amor" e admiração por seu personagem ao mesmo tempo passando uma imagem de individualidade e prestígio por saber criar artefatos gráficos por meios de programas de edição como Photoshop e etc. Doravante, cresceu o número de comunidades no orkut sobre Photoshop, banners, avatares (fotos de perfil) e materiais de edição como actions e efeitos em psd para atender a demanda dos fakes que precisavam manter e atualizar seus perfis, o mundo fake passou a ter um cunho de moda, de ter "tendências" ligadas sempre ao efêmero como sobrenomes com W ou Y. Procurar as melhores fotos, os melhores efeitos e cada efeito poderia ser usado por inúmeros fakes tornando-os com edições parecidas, quando isso acontecia logo mudava-se o efeito das fotos, dos banners e inclusive dos personagens. Há também a moda de personagens, com o aparecimento de filmes novos, consequentemente fakes novos apareciam com esses personagens, é de grande importância ressaltar que normalmente uma pessoa tinha mais de um perfil fake seja masculino ou feminino. A coleção de perfis também era um atributo de ostentação e de admiração. As cópias ou seja fakes de fakes também existam, símbolos de pessoas sem "personalidade" e "criatividade". Era muito comum misturar as personalidades do online e off-line no mesmo perfil, de falar sobre sua vida fora da rede e com isso se construa laços, famílias e até ligas. O fake é muito mais real do que se imagina. Alguns administradores de página de série\animação no Facebook usam imagem de um personagem no perfil da página e as vezes falam desse personagem na primeira pessoa mostrando que está interpretando o personagem, essa é uma característica dos fakes.